# Derrington-Francis
A Derrington-Francis Racing Team egy korábbi brit Formula–1-es konstruktőr. 1964-ben egy versenyzővel, Mário de Araújo Cabrallel indult, összesen egy nagydíjon.

## Történelem
Formula–1-es debütálásuk az 1964-es Olasz Nagydíjon került sor, ahol kísérleti jelleggel még csak egyetlen, a mezőny végén észrevétlenül köröző autóval tűntek fel. Az egy évvel korábbi szezonban használt ATS csapat egyik autóját megszerezte a csapat, amely csapat Monzában egyetlen Formula–1-es nevezését ejtette meg a portugál Mário de Araújo Cabrallal a volánnál. Az autó féltávig sem bírta, mivel a gyújtás problémák miatt feladni kényszerültek a futamot, de nem ezért volt jelentős a csapat a sportág történetében, ha nem a Goodyear debütálása miatt. A csapat autóin használtak a sportágban először Goodyear abroncsokat.

## Teljes Formula–1-es eredménylistája
(Táblázat értelmezése)

(Félkövér: pole-pozícióból indult; dőlt: leggyorsabb kört futott) 

| Év   | Kasztni            | Motor  | Gumi | Versenyző              | 1   | 2   | 3   | 4   | 5   | 6   | 7   | 8   | 9   | 10  | Pont | Poz. |
| ---- | ------------------ | ------ | ---- | ---------------------- | --- | --- | --- | --- | --- | --- | --- | --- | --- | --- | ---- | ---- |
| 1964 | Derrington-Francis | ATS V8 | G    |                        | MON | NED | BEL | FRA | GBR | GER | AUT | ITA | USA | MEX | 0    | NC   |
| 1964 | Derrington-Francis | ATS V8 | G    | Mário de Araújo Cabral |     |     |     |     |     |     |     | Ki  |     |     | 0    | NC   |